# メッセルマニ・アヌワ
メッセルマニ・アヌワ（Messelmani Anouar、1950年6月5日 - ）は、チュニジア共和国スファックス出身の画家および実業家。
エコール・デ・ボザール・パリ（フランス国立美術学校）を卒業し、画家としてフランス、アメリカ合衆国、日本、他の国々で個展を開催。エム・アンド・ピー(M&P)株式会社の創設者兼社長、株式会社ハブネット（Hubnet）会長。アラビア語、フランス語、英語、日本語の4ヵ国語を話す。27歳の時に日本の商社に採用され、中東の大規模プロジェクトの国際入札部門で1981年まで勤務。同年31歳の時、日本で貿易会社「Trust Overseas Partners Co., Ltd.」を設立し、1998年に社名を「M&P Corporation」に変更。1996年にはエクスプレス輸送を専門とする「Hubnet Co., Ltd.」を設立し、貨物を世界中に安全かつ確実に届けるサービスを提供している。

## 経歴と活動
1968年、スファックスで有名なチュニジアのアーティスト、Khelil Aloulouのアトリエに参加。1969年、ライオンズクラブスファックス主催の「スファックス市絵画賞」を受賞。1970年代はじめ、エコール・ナショナル・シュペリウール・デ・ボザール・パリ（フランス国立美術学校）に入学。1973年7月に卒業した後チュニジアに戻り、チュニスのリセ・デ・ジャン・フィーユ・アル＝オムラン女子校で美術を教える。1975年末、パリ大学ヴィンセンヌVIIIで都市計画事業を学ぶためにパリに戻る。1977年から1981年にかけて、東京にある日本の商社で契約スタッフとしてサウジアラビア向けの国際入札に従事。そこで彼は日本のビジネスマネジメントを学び、起業家としてのキャリアをスタートさせた。1982年、OCS（Overseas Courier Services）の代理店となり、最初は中東、続いて1983年にチュニジアとモロッコ、1984年にフランスで、日本の新聞や雑誌を日本人駐在員に届けることを専門とした事業を展開。1986年、パリにAxis Galleryを開設。同年、東京の代々木八幡にMessel & Partnersショールームを開設（1994年まで営業）。1988年、サンフランシスコのサター通り（Sutter Street）にAxis Galleryを開設（1994年まで営業）。1996年、「ハブネット・エクスプレス」の事業名で株式会社ハブネットを東京に設立。1997年、株式会社ハブネットがフランスの全新聞や雑誌の唯一の代理店となり、インターネットの登場まで続いた。東京・赤坂に「La Maison de la Presse」を開設し、ハブネット・エクスプレスは、当初の宅配・貨物サービスから日本全国に85の倉庫を持つ物流へ、さらに美術品輸送、バイオ医薬品輸送にも拡大。2020年、自身は会長に就任し、息子のKeisu Messelmani (メッセルマニ山本啓寿)を社長に任命()。
もう一つの会社であるエム・アンド・ピー株式会社は食品およびワインやビールなどの酒類をフランス、チュニジア、モロッコ、アルジェリア、エジプト、レバノン、ギリシャ、アルバニア、クロアチア、ボスニア・ヘルツェゴビナなど、地中海10ヵ国から輸入し国内で販売を行っている。()その他にエム・アンド・ピー(株)は1996年に国連（UN）標準の危険物包装容器、およびバイオ医薬品臨床試験輸送用のアイソサーマル包装の取り扱いも開始。又、2019年アーティストの海外個展開催の為の作品梱包、国際輸送、展示場探し、作品展示等海外展に必要は事項をすべて請け負う部門であるM&P Artsを開始し、同時にアーティストの人生を描くドキュメンタリー動画・DVD制作を行っている。2023年7月号の「フォーブス日本版」に取り上げられる。複数の会社を経営しながらも、アーティストとしての活動を続けており、折々に絵画を描いたり展覧会をおこなう。主な作品出品は2011年の「Art Expo New York」、個展は2020年の東京・有楽町の「交通会館」と2022年パリの「ギャラリー・エティエンヌ・コーザン」で開催された。（）
2023年版の「美術年鑑（美術年鑑社）」に、日本に住む西洋画家として掲載された。